# Der Herr
Der Herr – Betrachtungen über die Person und das Leben Jesu Christi ist ein christologisches Buch von Romano Guardini, einem katholischen Priester, Religionsphilosophen und Theologen. Erstmals erschien das Werk 1937.

## Inhalt
Der Herr ist Guardinis Betrachtung über das Leben und Wirken von Jesus Christus. Es gilt als Standardwerk der spirituellen Theologie.
Guardinis Buch verarbeitet moderne exegetische Kritik und nähert sich Jesus Christus durch die Evangelien, indem er Jesu Leben in den Kontext der Geschichte legt und zeigt, wie die Lehre Jesu mit der kirchlichen Lehre und Praxis in Zusammenhang stehen. Er versucht nicht primär, das Leben Jesu in einer chronologischen Abfolge zu erzählen. Vielmehr wählt er bestimmte Reden, Ereignisse und Wunder, um diese mit seinen eigenen Überlegungen und Kommentaren zu meditieren.
Unter anderem beschreibt Guardini, mit pädagogischer Feinfühligkeit und im tiefen Wissen um die Existenz der Person, das scheinbare Paradox der christlich geglaubten Liebe, zwischen Selbstannahme und Selbsthingabe.

## Auszug
„Christus gegenüber wird die Bekehrung des Denkens gefordert. Nicht nur die Bekehrung des Willens und Tuns, sondern auch die des Denkens. Die aber besteht darin, dass nicht mehr von der Welt her über Christus nachgedacht wird, sondern Christus als der Maßstab des Wirklichen und Möglichen angenommen und von Ihm her über die Welt geurteilt werde. Diese Umkehr ist schwer einzusehen und noch viel schwerer zu vollziehen. Um so schwerer, je deutlicher im Fortgang der Zeit der Widerspruch des Weltdaseins dagegen wird, und je offenkundiger jeder, der sich darauf einlässt, als Tor erscheint. Im Maße das Denken es aber versucht, erschließt sich die Wirklichkeit, welche Jesus Christus heißt. Und von ihr wird alle Wirklichkeit sonst erschlossen: enthüllt, aber auch in die Hoffnung des Neuwerdens gehoben.“